# Keytesville
Keytesville é uma cidade localizada no estado americano de Missouri, no Condado de Chariton.

## Demografia
Segundo o censo americano de 2000, a sua população era de 533 habitantes.
Em 2006, foi estimada uma população de 511, um decréscimo de 22 (-4.1%).

## Geografia
De acordo com o United States Census Bureau tem uma área de 1,8 km², dos quais 1,8 km² cobertos por terra e 0,0 km² cobertos por água. Keytesville localiza-se a aproximadamente 216 m acima do nível do mar.

## Localidades na vizinhança
O diagrama seguinte representa as localidades num raio de 24 km ao redor de Keytesville.